# Поликарпов, Николай Дмитриевич
Николай Дмитриевич Поликарпов (28 февраля (11 марта) 1876, Сухум — 20 октября 1926, Москва) — русский архитектор, один из мастеров московского модерна.

## Биография
Родился 28 февраля (11 марта) 1876 года в Сухуме. Из потомственных дворян Симбирской губернии, сын начальника Александропольской Инженерной Дистанции, инженер-полковника Димитрия Николаевича Поликарпова. С 1887 по 1895 учился в Тифлисском кадетском корпусе, в 1896—1901 — в Институте гражданских инженеров императора Николая I. По окончании курса в Институте гражданских инженеров определён на службу в Технико-Строительный комитет МВД.
Упоминания об его обучении в Высшем художественном училище при Императорской Академии художеств недостоверны.
С 1903 — техник Московской полиции, техник Московского градоначальства. С 1916 — коллежский советник, состоял техником Московской городской управы.
Основные работы Поликарпова осуществлены в стиле модерн и в неорусском стиле. Самым значительным произведением архитектора, по мнению искусствоведа М. В. Нащокиной, является старообрядческий Успенский собор «на Апухтинке». Жил в Москве на Долгоруковской улице, 34, кв. № 11, по этому же адресу упоминается и в 1924.
Умер 20 октября 1926 года.
Жена — домашняя учительница Евгения Александровна Ильина, дети — Дмитрий (род. 1907), Наталия (род. 1906) и Татьяна (род. 1908)..

## Проекты и постройки в Москве
- Производственные и жилые постройки завода Г. И. Листа («Борец») (1898—1899, Складочная улица, 6);
- Московский старообрядческий Успенский собор «на Апухтинке» (1906—1909, Абельмановская улица, 6, стр. 3 — Марксистская улица, 9, стр. 3 — Новоселенский переулок, 6, стр. 3), перестроен, выявленный объект культурного наследия[5];
- Ресторан И. А. Скалкина «Эльдорадо» (использован переработанный и дополненный проект Л. Н. Кекушева) (1908—1909, Красноармейская улица, 1);
- Устройство зверинца и зоологического музея во владении В. А. Дурова (1911—1912, улица Дурова, 4), объект культурного наследия регионального значения[5];
- Доходный дом (1912, Пушкарёв переулок, 10);
- Приспособление дома Смирнова под синематограф (1912, Тверской бульвар, 18, во дворе);
- Приспособление дома под синематограф (1913, Садовническая улица, 55—57);
- Надстройка дома Д. Е. Грачёва (1913, Гончарная улица, 5);
- Доходный дом — административное здание Грачёвой (1913, Гончарная улица, 3), ценный градоформирующий объект[5].